# Quincerot (Yonne)
Quincerot település Franciaországban, Yonne megyében. Lakosainak száma 52 fő (2022. január 1.). Quincerot Étourvy, Villiers-le-Bois, Arthonnay és Trichey községekkel határos.

## Népesség
A település népességének változása:
| Lakosok száma | 56   | 56   | 60   | 60   | 62   | 63   | 65   | 58   | 52   |
|               | 2013 | 2015 | 2016 | 2017 | 2018 | 2019 | 2020 | 2021 | 2022 |